# Нгве (язык)
Нгве (бамелике-нгве, нве) — язык народа бамилеке, относится к грассфилдской группе бантоидных языков. Распространён на территории юго-западной провинции Камеруна.
На 2001 год имеется 73 200 носителей языка, число которых увеличилось со времени последней переписи.
В настоящее время известно о существовании 10 диалектов нгве.